# 塘坝乡 (筠连县)
塘坝乡，是中华人民共和国四川省宜宾市筠连县曾经下辖的一个乡。2019年8月，撤销双腾镇和塘坝乡，将其所属行政区域划归筠连镇管辖。

## 行政区划
塘坝乡撤销前下辖以下地区：
川丰村、幸福村、柑子村、木映村、兴隆村、平阳村和双田村。